# FS E.424
Die Baureihe E.424 ist eine Elektrolokomotiven-Baureihe der italienischen Ferrovie dello Stato.

## Geschichte
Die Baureihe E.424 wurde in den 1940er Jahren für die Beförderung leichter Personenzüge beschafft. Wegen des teilweise schlechten Zustands des Oberbaus mussten die Lokomotiven eine möglichst geringe Achslast aufweisen. Von 1986 bis 1993 wurden 105 Maschinen einem Umbau unterzogen. Dabei wurden sie für den Wendezugbetrieb und für eine Höchstgeschwindigkeit von 120 km/h optimiert.

## Technische Merkmale
Die Lokomotiven zeichneten sich durch ihre sehr gute Kurvengängigkeit aus. Sie waren ursprünglich mit Vielfachsteuerung und Stirntüren zum Übergang auf andere Fahrzeuge ausgestattet, jedoch wurden diese Einrichtungen bald wegen technischer Mängel entfernt. 105 Loks wurden ab Mitte der Achtzigerjahre für den  Wendezugbetrieb modernisiert. Dabei wurde das Gepäckabteil verschlossen, eine Löschanlage eingebaut, die Getriebeübersetzung einheitlich für 120 km/h angepasst, sie erhielten neue Kompressoren, eine neue Zentralschmieranlage und das in Italien übliche 78-polige Kabel zur Wendezugsteuerung. Weitere Anpassungen waren der Einbau der Türsteuerung, eines Schleuderschutzes und der Führerstandssignalisierung RS4 Codici. Der Umbau wurde dadurch erleichtert, dass die Baureihe von Anfang an mit einem automatischen Schaltwerk ausgerüstet war. Die umgebauten Maschinen wurden "E.424 navetta" (Wendezug) genannt und sind an der orange-grauen Lackierung und der um 200 erhöhten Ordnungsnummer erkennbar.
Insgesamt wurden die Lokomotiven in vier Serien geliefert, bei denen zwei verschiedene Motoren zum Einsatz kamen. Auch die Getriebeübersetzung war nicht bei allen identisch, so dass einige Lokomotiven schon von Beginn an 120 km/h erreichten.
Wie zu dieser Zeit bei den FS üblich, wurden alle Lokomotiven mit einer Schützensteuerung ausgerüstet. Im Unterschied zu anderen Bahnen wurde eine automatische Schützensteuerung „Avviatore Automatico“ eingebaut. Dadurch musste der Lokführer nur noch die gewünschte Zusammenschaltung der Motoren („serie“ – alle 4 Motoren in Reihe oder „parallelo“ – je 2 Motoren parallel) einstellen. Beim Übergang dazwischen wurde der Serienwiderstand zum Motor automatisch immer weiter bis auf Null verkleinert. Eine weitere Möglichkeit der Geschwindigkeitsregelung stellte die Feldabschwächung mittels einschaltbaren Serienwiderständen im Erregerkreis dar.

## Einsatz
Nach 2001 wurden nur noch die modernisierten Exemplare im Personenzugdienst eingesetzt. Durch die neuen E.464 wurden sie zunehmend verdrängt, aufgrund der hohen Wartungskosten und der notwendigen kostspieligen Ausrüstung mit der Zugsicherung SCMT wurden die letzten Einsätze im Januar 2007 beendet.

## Bilder

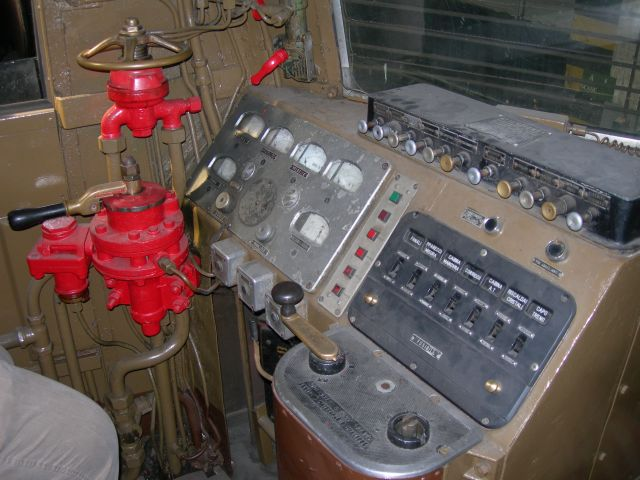
Führerstand der E.424.075
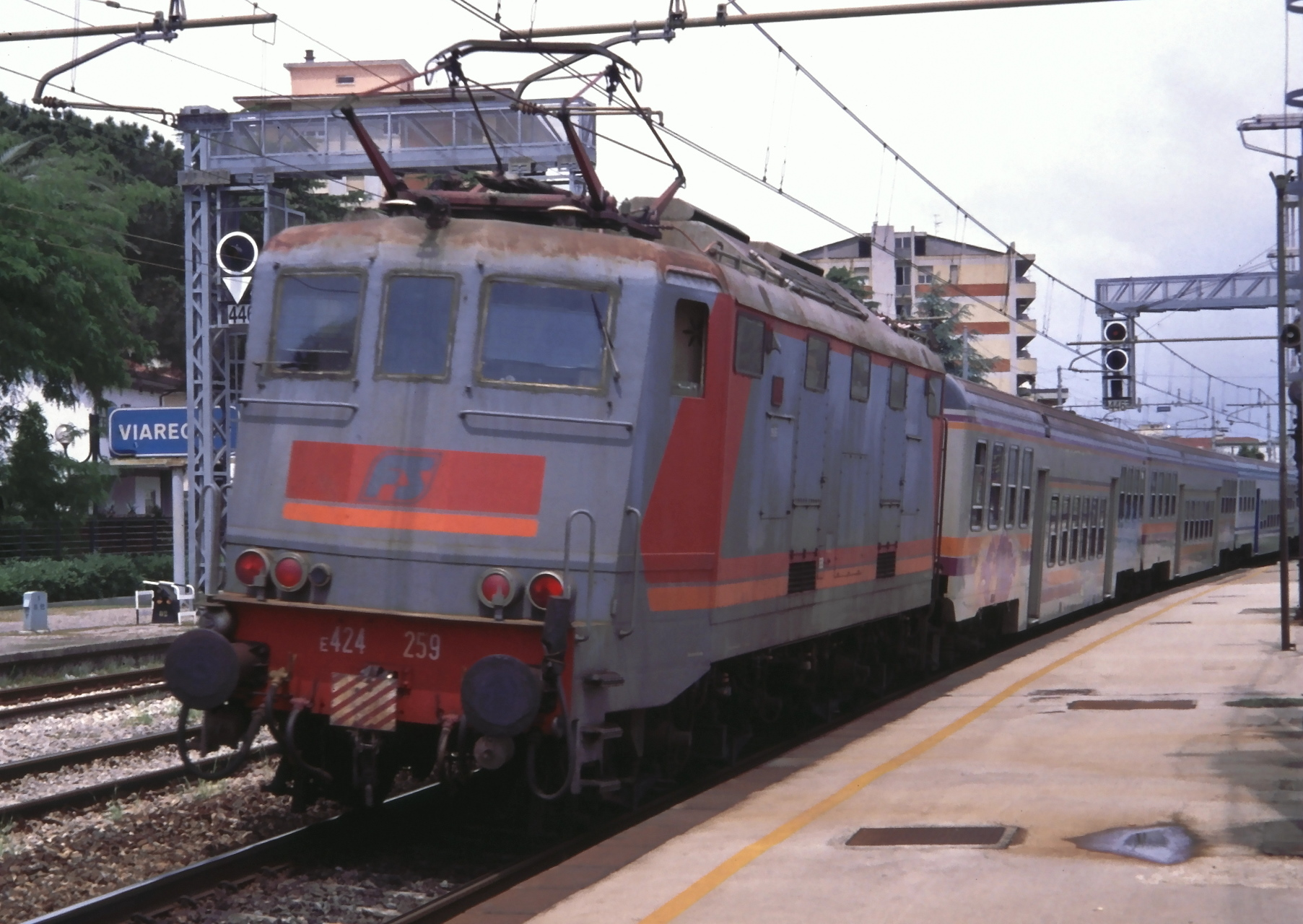
E.424 259 in Viareggio
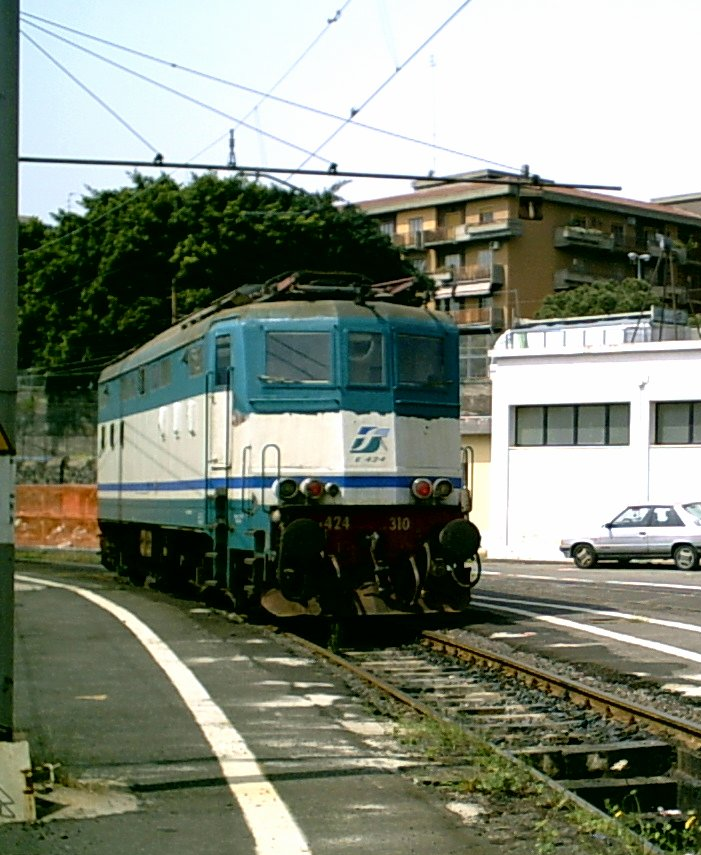
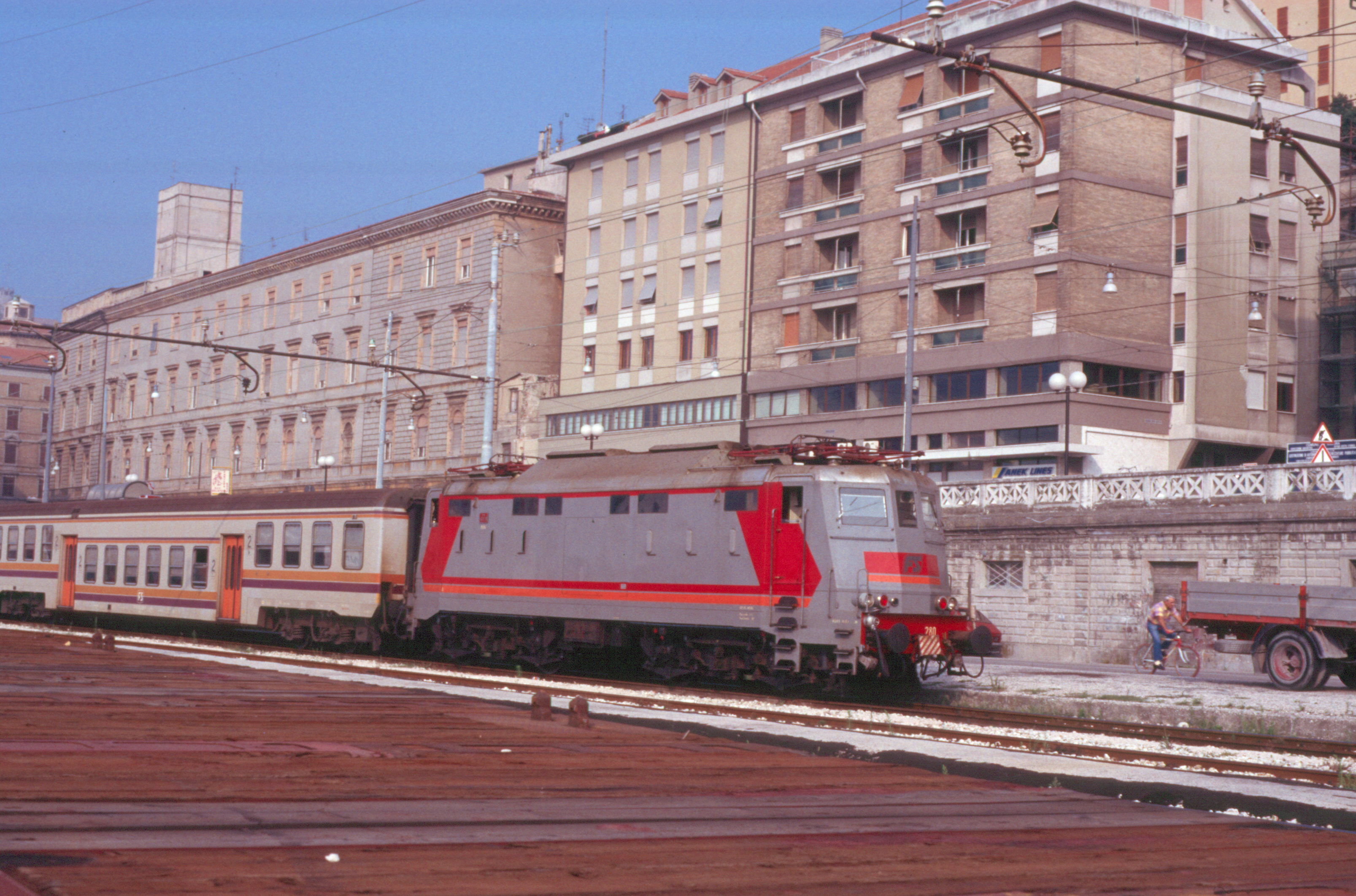
E.424 280 in Ancona